# Mexico op de Olympische Winterspelen 1988
Tijdens de Olympische Winterspelen van 1988, die in Calgary (Canada) werden gehouden, nam Mexico voor de derde keer deel.

## Deelnemers en resultaten

### Alpineskiën
| Olympiër               | Discipline       | Resultaat | Prestatie                                      |
| ---------------------- | ---------------- | --------- | ---------------------------------------------- |
| Alex Christian Benoit  | super g (m)      | 49e       | 2.05,80 (+26,14)                               |
| Alex Christian Benoit  | reuzenslalom (m) | 57e       | 2.41,45 (+35,08) 1.22,35+1.19,10               |
| Alex Christian Benoit  | slalom (m)       | 37e       | 2.23,15 (+43,68) 1.18,77+1.04,38               |
| Hubertus von Hohenlohe | afdaling (m)     | 43e       | 2.12,58 (+12,95)                               |
| Hubertus von Hohenlohe | super g (m)      | 42e       | 1.56,03 (+16,37)                               |
| Hubertus von Hohenlohe | reuzenslalom (m) | 52e       | 2.34,57 (+28,20) 1.18,86+1.15,71               |
| Hubertus von Hohenlohe | slalom (m)       | 30e       | 2.07,93 (+28,46) 1.07,36+1.00,57               |
| Hubertus von Hohenlohe | combinatie (m)   | dq-s1     | diskwalificatie slalom run 1 afdaling: 1.57,42 |
| Patrice Martell        | super g (m)      | 53e       | 2.10,69 (+31,03)                               |
| Patrice Martell        | reuzenslalom (m) | dnf-2     | opgave run 2 tijd niet bekend+dnf              |
| Carlos Pruneda         | reuzenslalom (m) | dnf-1     | opgave run 1                                   |
| Carlos Pruneda         | slalom (m)       | dnf-2     | opgave run 2 1.41,94+dnf                       |

### Bobsleeën
| Olympiër                        | Discipline              | Resultaat | Prestatie                                                |
| ------------------------------- | ----------------------- | --------- | -------------------------------------------------------- |
| Jorge Tamés José Tamés          | 2-mansbob (m) Mexico I  | 36e       | 4.10,08 (+16,60) (1.01,58 / 1.02,39 / 1.03,44 / 1.02,67) |
| Roberto Tamés Luis Adrián Tamés | 2-mansbob (m) Mexico II | 37e       | 4.10,09 (+16,61) (1.01,56 / 1.01,84 / 1.03,76 / 1.02,93) |

### Kunstrijden
| Olympiër             | Discipline | Resultaat | Prestatie                                |
| -------------------- | ---------- | --------- | ---------------------------------------- |
| Riccardo Olavarrieta | mannen     | 27e       | dnq (verpl. figuren: 28 - korte kür: 26) |
| Diana Encinas        | vrouwen    | 30e       | dnq (verpl. figuren: 28 - korte kür: 31) |

### Langlaufen
| Olympiër        | Discipline            | Resultaat | Prestatie              |
| --------------- | --------------------- | --------- | ---------------------- |
| Roberto Alvárez | 15 km klassiek (m)    | 84e       | 1:01.26,4 (+20.07,5)   |
| Roberto Alvárez | 30 km klassiek (m)    | 85e       | 2:09.34,8 (+45.08,5)   |
| Roberto Alvárez | 50 km vrije stijl (m) | 61e       | 3:22.25,1 (+1:17.54,2) |

Amerikaanse Maagdeneilanden · Andorra · Argentinië · Australië · België · Bolivia · Bondsrepubliek Duitsland · Bulgarije · Canada · Chili · China · Chinees Taipei · Costa Rica · Cyprus · Denemarken · Duitse Democratische Republiek · Fiji · Filipijnen · Finland · Frankrijk · Griekenland · Groot-Brittannië · Guam · Guatemala · Hongarije · IJsland · India · Italië · Jamaica · Japan · Joegoslavië · Libanon · Liechtenstein · Luxemburg · Marokko · Mexico · Monaco · Mongolië · Nederland · Nederlandse Antillen · Nieuw-Zeeland · Noord-Korea · Noorwegen · Oostenrijk · Polen · Portugal · Puerto Rico · Roemenië · San Marino · Sovjet-Unie · Spanje · Tsjecho-Slowakije · Turkije · Verenigde Staten · Zuid-Korea · Zweden · Zwitserland